# Bilboes

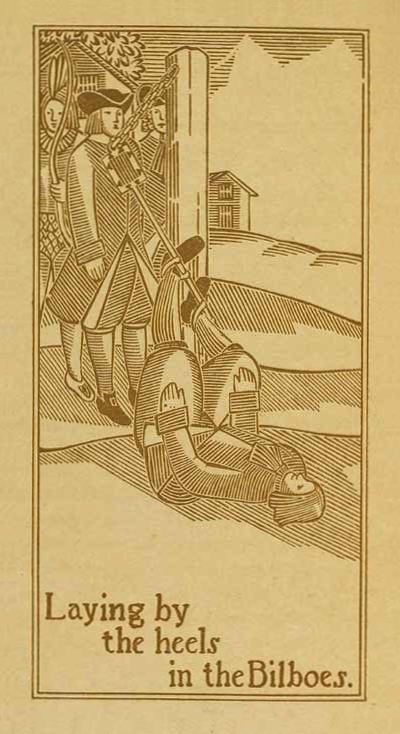
Curious Punishments of Bygone Days, de Alice Earle, de 1896, mostrou aos leitores o que os bilboes faziam com as pernas dos infratores da lei.

Bilboes - sempre no plural - (em inglês: Bilboes) são restrições de ferro normalmente colocadas nos tornozelos de uma pessoa. Eles têm sido comumente usados como algemas de perna para conter prisioneiros para diferentes propósitos até os tempos modernos. Bilboes também foram usados em navios negreiros, como o Henrietta Marie. Segundo a lenda, o dispositivo foi inventado em Bilbao e importado para a Inglaterra pelos navios da Armada Espanhola para uso em futuros prisioneiros ingleses. No entanto, o Oxford English Dictionary observa que o termo foi usado em inglês muito antes disso.

## Descrição
Bilboes consistem em um par de barras de ferro em forma de "U" ( manilhas) com furos nas extremidades, através das quais uma barra de ferro é inserida. A haste tem principalmente um grande botão em uma extremidade e uma ranhura na outra extremidade na qual uma cunha ou um cadeado é inserido para prender o conjunto. Bilboes ocorrem em tamanhos diferentes, variando de grandes regulares a tamanhos menores, especialmente para tornozelos femininos e até tamanhos para restringir os pulsos. A haste também pode ser presa a uma parede ou a um cavalete rígido, pois era usada principalmente em prisões. Dessa forma, a pessoa é contida para ficar parada, enquanto permite apenas o movimento dos pés lateralmente dentro do alcance limitado que a haste permite.

## Histórico
Bilboes usados como punição pública em tempos antigos combinavam desconforto físico com humilhação pública. A pessoa era muitas vezes contida com os pés descalços, o que aumentava a humilhação. Eles eram populares na Inglaterra e na América nos períodos coloniais e revolucionários iniciais (como na Colônia da Baía de Massachusetts). Eles foram usados na Inglaterra para "punyssche transgressours ageynste ye Kinges Maiesties lawes". Bilboes aparecem ocasionalmente na literatura, incluindo Hamlet (Ato V, Cena 2: "Achei que eu estava pior do que os motins nos bilboes") e os diários do Capitão Cook.
Um caso notável de uso excessivo é documentado em Trinidad sob administração britânica pelo governador Thomas Picton durante o processo criminal contra Louisa Calderón, de dezoito anos, em 1801. A ex-empregada do governador Picton foi acusada de roubo de sua casa e interrogada. Ela também foi submetida a tortura, que primeiro levou a uma confissão extorquida. Posteriormente, ela foi deixada presa em bilboes durante o período contínuo de oito meses enquanto o inquérito legal estava em andamento. As algemas foram rigidamente presas à parede de sua cela de confinamento, então ela foi forçada a permanecer em um lugar durante toda a duração de sua prisão. As acusações acabaram sendo retiradas, então Louisa Calderón foi libertada de sua prisão e os bilboes foram retirados depois de meses sendo incessantemente contidos. Essa forma excessiva de encarceramento, juntamente com a tortura anterior, foi posteriormente avaliada como desumana em uma reavaliação jurídica.

### Uso na escravidão
Bilboes foram usados para conter escravos em navios negreiros. Componentes que formam mais de oitenta bilboes foram recuperados do Henrietta Marie , um navio negreiro inglês que naufragou nas Florida Keys em 1700 depois de entregar escravos à Jamaica. Bilboes também foram encontrados no Molasses Reef Wreck , um naufrágio espanhol nas Ilhas Turks e Caicos desde o início do século XVI, que pode ter sido um navio negreiro caçando Lucayans nas Bahamas. Bilboes foram usados para prender dois escravos juntos, de modo que os mais de oitenta bilboes encontrados no Henrietta Marie teriam contido até 160 escravos. Bilboes geralmente não eram colocados em todos os escravos transportados, nem eram deixados para toda a viagem. Apenas os escravos que eram mais fortes e presumivelmente mais propensos a se revoltar ou escapar eram mantidos em bilboes durante toda a viagem.